# Glycymeris spectralis
Glycymeris spectralis är en musselart som beskrevs av Nicol 1952. Glycymeris spectralis ingår i släktet Glycymeris och familjen Glycymerididae. Inga underarter finns listade i Catalogue of Life.